# Candor (village, New York)
Pour les articles homonymes, voir Candor (homonymie).
Ne doit pas être confondu avec Candor (New York).
Candor est un village du comté de Tioga, dans l'État de New York, aux États-Unis,. En 2010, il compte une population de 851 habitants.

## Démographie
Lors du recensement de 2010, la ville comptait une population de 851 habitants, tandis qu'en 2019, elle est estimée à 790 habitants.